# ゴールデンボンバー鬼龍院翔のオールナイトニッポン
『ゴールデンボンバー鬼龍院 翔のオールナイトニッポン』（ゴールデンボンバーきりゅういん しょうのオールナイトニッポン）は、2011年1月5日から2015年6月29日まで、ニッポン放送で放送されていたバラエティー番組である。ゴールデンボンバーのヴォーカル鬼龍院翔がパーソナリティを務めた。

## 概要
「ゴールデンボンバー」Vo.鬼龍院翔（愛称はキリショー） 初のラジオ番組。「非モテ男からの卒業」を宣言しモテる男への成長を目指す内容。UstreamやTwitterを積極的に活用。
V系でありながらスッピンで放送に臨むことがほとんどであるため、ゲストとの写真撮影では自ら頭を高速で振る『セルフモザイク』或いはサングラス着用で顔を隠す。基本的にほぼ毎回ゲストコーナーがある。放送終了後に反省文提出（しかしどこに提出されているのか、本当に書いているのかは不明）。
フリートークは主に近況・ブックオフ・ペイチャンネルについて。
2013年4月に後時間番組としてNoGoD団長のオールナイトニッポン0(ZERO)が開始して以降、冒頭に限りそちらにも登場することがあった。
本番組スタート当初は、鬼龍院の事務所は3か月限定の番組と考えていたが、鬼龍院はこれ以降も番組継続を望んで事務所に強く訴え続け、結果本番組は4年6か月続いた。しかし本番組終了の際にその理由として「聴取率が悪いし、何より裏番組が強い」と鬼龍院自身が明かしている。

## スタッフ
- ディレクター - 金杉(ニッポン放送)
- 構成作家 - 今浪祐介
- サブ作家 - イロカワ(おっぱいチャウダー)
- サブ作家 - 根本幸大

### 過去のスタッフ
- ディレクター - 松岡敦司

## 使用曲
- エンディング
  - 「女々しくて」（ゴールデンボンバー）
  - 「片想いでいい」（ゴールデンボンバー）
  - 最終回「ultra PHANTOM」（ゴールデンボンバー)

## コーナー
目指せモテまくリスナー!非モテからの卒業プロジェクト!
男子を悩ませる恋愛をテーマにTwitterを利用し女性リスナーに聞く。
集計中のBGMは木村由姫の「LOVE & JOY」（作曲・編曲およびプロデュースは、2度ゲスト出演した浅倉大介）。
2011年2月2日、第5回目の放送で初めて「ある」が多数だった（6：4）。
俺の話を聞け!…妄想だけどね!
妄想で考えたエロ自慢話・エロ感動話をするコーナー。
お世話になったあの人へガチでゴメン、ガチでありがとう。
相手に直接言うのは照れくさい感謝の気持ちなどを募集する。
ちっぽけ魂
2011年1月12日の放送時に募集したメールテーマを受けて誕生した。ちっぽけだと思う瞬間を募集し、共感しあうコーナー。
同時期にニコニコ生放送で放送していた「ゴールデンボンバーのニコラジ」内でも「この男、ちっちゃ!」という似たようなコーナーがあり、それぞれでネタとして取り上げられていた。
2011年3月2日の放送にて終了した。
鬼龍院翔の鬼龍院SHOW!
2011年1月12日からスタートしたコーナー。番組パーソナリティーの鬼龍院が自分自身の魅力を伝えるコーナー。
ムチャぶりが多いため、アドリブがあまり得意でない鬼龍院自身は「このコーナーが1番キライ（苦手）」と言っている。
めざせ!フォロワー数4万人!
2011年1月27日からスタートした企画。番組パーソナリティーの鬼龍院のツイッターアカウントのフォロワー数4万人を目指す企画。
4万人を達成した際には、自身が骨折した時に装着していたギプス＋αがリスナーにプレゼントされる予定（2011年1月31日にフォロワー4万人達成）。
サビだけリクエスト
東日本大震災発生後最初の放送となった2011年3月16日に、被災者を励ますべくメールを読んでいるうちに、鬼龍院にいろいろな曲を歌ってほしいとリクエストが殺到し、時間の都合でサビだけ歌っていたところこれがリスナーに受け、翌週の3月23日に急遽コーナー化された。
何故か他の歌手が歌いそうな架空の曲名まで投稿され、鬼龍院が即興で曲を作り歌うようになる。
5月11日の放送からは歌詞もリスナーに考えてもらっている。
最近の曲やR&Bで鬼龍院が知らない曲は、代わりに女性スタッフが歌うこともある（大抵下ネタソングなので、公開セクハラとなる）。
お仕置きキリショークイズ
鬼龍院がリスナーから送られたクイズに答える。問題にケチをつけたりエッチな答えを出すとスタッフに叩くような音のツッコミをかけられ、正解できないとリスナーから募集していた恥ずかしい台詞を言わなければならない。
言ってみてー！
恥ずかしくて言いにくい台詞を募集する。
鬼龍院翔の人生はライフだ！
ゴールデンボンバーの曲「らふぃおら」に乗せて、鬼龍院が人生を振り返る。
深夜のウラジオストック！
リスナーと電話をつなぎ、エロっぽい言葉でしりとり合戦を行い、スタッフに鬼龍院とリスナーのどちらが勝者か判定してもらう。
17文字のカミングアウト！
変態と思われることを川柳として募集する。
弾き語り
福山雅治・吉岡聖恵・城田優・miwa同様、鬼龍院がギターで弾き語りをする。2013年1月より鬼龍院がのどの治療のため、鬼龍院が歌いたい歌を紹介している。
美文字だけどタガメとセミの抜け殻で乳首を隠している女！
一見まともそうだが残念な一面がある人を挙げる。
教えて指示して！恋愛マスター！！
"恋愛マスター翔"こと鬼龍院がリスナーの恋のお悩みにずばっと解決策を導き出すコーナー。お悩み相談に乗ってもらったリスナーは恋愛マスターの指示は絶対実行し、必ず報告することになっている。
愛してると言えなくて！！
リスナーが今までしてしまったクサい愛の告白を募集する。
いい人は言っちゃダメ
リスナーから送られてきた台詞を「普通のいい人が言ってもいい」のか「イケメン限定」なのか判定する。
モテイングリッシュ！！
英語で言えたらモテそうな文章を募集する。
突撃！吉田自転車
2014年1月13日放送の中で、自転車で武井壮の家に押しかけようとした、吉田尚記に深夜、行ってほしい場所をリスナーから募る。テーマ曲はクイーンの「バイシクル・レース」。めったに実施されない。
乙女たちのLOVE PHANTOM!!
"恋愛マスター翔"が、B'zの曲「LOVE PHANTOM」にのせて、女性リスナーの「恋の幻影」を紹介する、いわば、女性リスナーだけが参加できるコーナー。女性リスナーには「恋の幻影」を“出来るだけ”詳しく書いて送ってもらう。
自伝的・非リア充小説!
非リア充なリスナーからの「非リア充エピソード」を、「つたない文章」で書いて、送ってもらう。
食パン!!→ピポッピポッピポッ...パン!
深夜2時頃に、食パンを焼いて食べるコーナー。リスナーにお薦めのトッピングを募集し実践する。この時間はゲストがいることが多いのでゲストにも試食してもらい、最高得点星3つのうち星いくつか採点してもらう。
なお、2014年1月27日放送分から、「食パン!!」というコーナー名から「ピポッピポッピポッ...パン!」というコーナー名に変更した。理由は、「（深夜）2時の時報に合わせてパンが焼きあがると楽しそうなので、」だという。なお、「ピポッピポッピポッ...パン!」の音は普段から使用しているニッポン放送の時報音から由来している。
VIRGIN BEATで575
氷室京介の曲「VIRGIN BEAT」にのせ、リスナーから寄せられた"未経験者"あるいは"枯れてしまった人"の悲哀の俳句を紹介。

## 歴史
2011年
- 1月5日 - 第1回目の放送。番組放送開始。番組初のゲストとしてダイノジが登場。初回放送ということもあって2時間全てをUstreamで配信した。
- 1月12日 - 第2回目の放送。高知のビジネスホテルからの放送。ゲストとしてSuGのmasatoが電話で出演。エンディングには、ゴールデンボンバーのメンバーである、喜矢武豊、歌広場淳、樽美酒研二が登場（樽美酒研二は全裸）。
- 1月19日 - 第3回目の放送。番組初の録音放送。（本人は生だと言い張るが放送時間中twitterで延々とつぶやいてた）ゲストとして、PENICILLINのボーカル、HAKUEIが登場。
- 1月26日 - 第4回目の放送。ゲストに腐男塾の武器屋桃太郎が登場。
- 2月2日 - 第5回目の放送。今回、初めて『非モテ男子からの卒業』コーナーで「あり」の回答が出た。

その回答というのは、女の子からの「写メちょうだい♪」は脈あり!ということであった。比率アリ6：ナシ4の比率であった。
- 2月9日 - 番組初めてのお休み。代わりに渡り廊下走り隊7のオールナイトニッポンが放送される。
- 2月16日 - 第6回目の放送。鬼龍院人生初の海外旅行の土産話が主。ゲストにオードリー春日俊彰。声が素敵な女性アシスタントのニックネームが「おっぱいチャウダー」となる（Eカップの持ち主らしい）。AVの話で盛り上がる。
- 2月23日 - 第7回目の放送。スペシャルウィークでの放送。皆藤愛子が鬼龍院翔の鬼龍院SHOW!のみのゲスト出演。皆藤愛子は生出演でないため、鬼龍院は今回の放送で初めて一人でフル放送した。また、ゴールデンボンバーの鬼龍院以外のメンバーが同時刻にニコニコ生放送を放送した。フリートークはGACKTと会った話など。今回より名古屋外国語大学がスポンサーに加わった。
- 3月2日 - 第8回目の放送。実際の放送時間帯である（日付が変わった）3月3日は、鬼龍院がファンであるAV女優吉沢明歩の誕生日ということで吉沢に電話をかけてと呼びかけたが、かかってこなかった。今回のゲストは桐谷美玲。
- 4月20日 - 第15回目の放送。スペシャルウィークでの放送。CBCからの放送で、冒頭のフリートークではライブで行った熊本の話からペイチャンネルの話までに話が及んだ。25:30からはSKE48の桑原みずきと小木曽汐莉が登場。
- 8月24日 - 第30回目の放送。冒頭で、実は全12回の放送予定だったことを聞かされ「1クールのドラマじゃないすか！」と動揺を隠せない鬼龍院だったが、自身も30回続くとは思っていなかったとのこと。「延長戦、長すぎません？」と言いつつも30回迎えられたことを喜び、これからも続けられるよう頑張ると語った。
- 12月28日 - 最後の水曜日放送。

2012年
- 1月2日 - 月曜日に移動。
- 4月9日 - 第61回目の放送。全コーナーリニューアル。セクシー三昧な2時間となる。
- 6月18日 - 第71回目の放送。直前に放送された「ミュ〜コミ+プラス」のゲストだったNoGoD団長が冒頭で現れ、タイトルコールを一緒に叫んだ。放送当日がツアーファイナルだったため、鬼龍院自らライブのネタを解禁した。また、自身の誕生日である放送翌々日に発売される自伝「ゴールデンボンバーのボーカルだけどなんか質問ある？」で初めて明かされた過去を一部カミングアウトして、リスナーに大きな衝撃を与えた。
- 10月1日 - 第84回目の放送。オールナイトニッポン46周年を迎えた記念すべき最初の放送。ゲストコーナーをプチリニューアル。
- 12月24日 - 第95回目の放送。

2013年
- 1月7日 - 第96回目の放送。新年一発目生放送。
- 2月4日 - 第100回目の放送。番組開始から放送100回目の生放送。
- 9月16日 - 第130回の放送。YouTubeエンタメウィーク連動企画が開催され、YouTubeチャンネルより生中継された。
- 12月30日 - 第144回目の放送。今年最後の生放送。

2014年
- 1月6日 - 第145回目放送。新年一発目生放送。
- 3月3日 - 第153回目放送。番組専用twitterアカウントann_gbが作成される。番組冒頭フォロワー数の実況が行われた。
- 9月15日 - 第181回目放送。初の番組本「ゴールデンボンバー鬼龍院翔のオールナイトニッポンまとめ本」発売日。
- 10月6日 - 第184回目放送。当日ゲストによる録り下ろし番組ジングルが流れるようになる。

2015年
- 1月5日 - 第196目放送。新年一発目生放送。
- 2月2日 - 第200回目放送。ゲストの森友嵐士とともに神楽坂飯店の「ジャンボ餃子」のせパンを食した。
- 5月25日 - 第216回目放送。6月29日の放送にて番組が終了することを伝えた。
- 6月29日 - 第221回目（最終回）放送。B'zの楽曲をリクエストランキング方式で放送[2]。番組終了。4年半の歴史に幕を閉じた。

## 今までに出演したゲスト
- ほぼ毎回ゲストが登場する。

| 放送回 | 出演日   | ゲスト                                                                                   | 鬼龍院との関係                     | 備考 |
| ------ | -------- | ---------------------------------------------------------------------------------------- | ---------------------------------- | --- |
| #01    | 1月5日   | ダイノジ                                                                                 | エアーつながり                     | 番組初のゲスト |
| #02    | 1月12日  | masato（SuG）                                                                            | V系バンドマン＆タミヤTつながり     | 電話で出演。 |
| #03    | 1月19日  | HAKUEI（PENICILLIN）                                                                     | 事務所の先輩                       | 漫画談義 |
| #04    | 1月26日  | 武器屋桃太郎（腐男塾）                                                                   | β版からのニコ動愛好者つながり      | キリショーのtwitterをフォローした。 |
| #05    | 2月2日   | 我が家                                                                                   |                                    | お笑い芸人 |
| #06    | 2月16日  | 春日俊彰（オードリー）                                                                   | オールナイトニッポンつながり       | 後日、春日関係の動画をあさった。 |
| #07    | 2月23日  | 皆藤愛子                                                                                 |                                    | 鬼龍院翔の鬼龍院SHOW!のコーナーのみ出演。生出演はしていない。 |
| #08    | 3月2日   | 桐谷美玲                                                                                 |                                    | Seventeenに登場当初から、鬼龍院本人が好きだった。 |
| #09    | 3月9日   | 浅倉大介                                                                                 | 音楽つながり                       | 音楽談義。ゲストコーナー過去最長の35分を記録（当時） |
| #10    | 3月16日  | KAMIJO（Versailles）                                                                     | バンドマンつながり                 | 2010年Vフェスティバルにて共演 |
| #11    | 3月23日  | 喜矢武豊・歌広場淳・樽美酒研二（ゴールデンボンバー）                                     | バンドメンバー                     | 電話で出演。 |
| #12    | 3月30日  | 有村竜太朗＆長谷川正（Plastic Tree）                                                     | バンドマンつながり                 | |
| #13    | 4月6日   | 荻上チキ                                                                                 | 鬼龍院本人の希望により実現         | |
| #14    | 4月13日  | 逹瑯（ムック）                                                                           | バンドの先輩                       | 鬼龍院からの質問に回答 |
| #15    | 4月20日  | 桑原みずき・小木曽汐莉（SKE48）、 宏一・TAKUMA（GUILD）                                  |                                    | SKE48の二人はCBCラジオからの生地方出し。宏一とTAKUMAは電話。 |
| #16    | 4月27日  | リョヲ丞（少女-ロリヰタ-23区）                                                           | 音楽つながり                       | |
| #17    | 5月11日  | 春日俊彰（オードリー）                                                                   | オールナイトニッポンつながり       | 2度目の出演 |
| #18    | 5月18日  | maya・Aiji（LM.C）                                                                       | V系バンドマンつながり              | |
| #19    | 5月25日  | ぽこた                                                                                   | ニコニコ動画つながり               | |
| #20    | 6月2日   | 武瑠・masato・Chiyu（SuG）                                                               | V系バンドマン＆タミヤTつながり     | TOKYO VISUAL FESTIVAL2011にて共演 |
| #21    | 6月8日   | 将・沙我（Alice Nine）                                                                   | V系バンドマンつながり              | 後日、「-V-Love☆Live Vol.1-」で初共演を果たす。 |
| #22    | 6月22日  | 黒田倫弘                                                                                 | 音楽つながり                       | |
| #23    | 6月29日  | 花盛歩・川崎貴広（アシガルユース）                                                       |                                    | |
| #24    | 7月13日  | GACKT                                                                                    | 音楽つながり                       | 鬼龍院本人が昔からファンだった。 |
| #25    | 7月20日  | 吉澤ひとみ（HANGRY&ANGRY）                                                               | 音楽つながり                       | 7月6日に出演する予定だったが、鬼龍院が飛行機トラブルでフランスから帰国できなかったため、この日に変更になった。 |
| #26    | 7月27日  | 入江慎也（カラテカ）                                                                     |                                    | |
| #27    | 8月3日   | 浅倉大介・貴水博之（access）                                                             | 音楽つながり                       | 浅倉は2度目の出演 |
| #28    | 8月10日  | ヒャダイン                                                                               | ニコニコ動画つながり               | |
| #29    | 8月17日  | DECO*27                                                                                  | ニコニコ動画つながり               | |
| #30    | 8月24日  | 戸松遥                                                                                   |                                    | 声優 |
| #31    | 8月31日  | 虎・沙我（Alice Nine）                                                                   | V系バンドマンつながり              | 沙我は2度目の出演 |
| #32    | 9月7日   | YOMI・柩（ナイトメア）                                                                   | V系バンドマンつながり              | |
| #33    | 9月14日  | BREAKERZ                                                                                 | バンドマンつながり                 | V系振り付け満載の「毒グモ女(萌え燃え編)」パフォーマンスにおいて「ういっしゅ！」使用を許される。ヴァンガードのグローブをプレゼントされると共に、晴れてDAIGO公認となった。                                                             |
| #34    | 9月28日  | ピコ                                                                                     | ニコニコ動画つながり               | 共にGACKTファンということで意気投合した。 |
| #35    | 10月12日 | シン・Ko-ki（ViViD）                                                                     | V系バンドマンつながり              | |
| #36    | 10月19日 | 綾小路翔（氣志團）                                                                       | オールナイトニッポン＆“翔”つながり | 新橋で購入した黒タミヤTシャツを着て現れ、鬼龍院に敬意を表した。 |
| #37    | 10月26日 | ジョウ・miko（exist†trace）                                                              | V系バンドつながり                  | 引っ越したばかりの鬼龍院に「どこに住んでるんですか？」「年収は？」などと質問し、鬼龍院を動揺（のち土下座）させ、リスナーを喜ばせた。                                                                                                 |
| #38    | 11月2日  | 山本華世                                                                                 |                                    | 当日生放送を行った福岡在住のローカルタレント |
| #38    | 11月2日  | 喜矢武豊・歌広場淳・樽美酒研二（ゴールデンボンバー）                                     | バンドメンバー                     | 翌日にzepp福岡でのLIVEを控え前乗りしていたため、メンバーがスタジオに勢揃い |
| #39    | 11月9日  | masato・Chiyu（SuG）                                                                     | V系バンドマン＆タミヤTつながり     | masatoは3度目、Chiyuは2度目の出演 |
| #40    | 11月16日 | yasu（Acid Black Cherry）                                                                | V系バンドマンつながり              | |
| #41    | 11月23日 | 水樹奈々                                                                                 |                                    | 声優・歌手 |
| #42    | 11月30日 | GACKT                                                                                    | 音楽つながり                       | 2度目の出演。この日放送された森田一義アワー 笑っていいとも!ではニアミス共演した。 |
| #43    | 12月7日  | 中村由利・岡本仁志（GARNET CROW）                                                        | 音楽つながり                       | |
| #44    | 12月14日 | 春日俊彰（オードリー）                                                                   | オールナイトニッポンつながり       | 3度目の出演 |
| #45    | 12月21日 | HAKUEI、平沼紀久                                                                         | 事務所の先輩                       | HAKUEIは2度目の出演 |
| #46    | 12月28日 | GACKT・JON・TAKUMI（YELLOW FRIED CHICKENz）                                              | バンドマンつながり                 | GACKTは3度目の出演 |
| #47    | 1月2日   | ゲストなし                                                                               |                                    | この日の放送より水曜から月曜に移動 |
| #48    | 1月9日   | 中川翔子                                                                                 | 音楽つながり                       | マルチタレント |
| #49    | 1月16日  | 塚地武雅（ドランクドラゴン）                                                             |                                    | お笑い芸人。自前のタミヤTを着て現れ、鬼龍院と意気投合した。 |
| #50    | 1月23日  | 鈴木拓（ドランクドラゴン）                                                               | AV好きつながり                     | お笑い芸人 |
| #51    | 1月30日  | 武瑠・masato・Chiyu（SuG）                                                               | V系バンドマン＆タミヤTつながり     | masatoは4度目、Chiyuは3度目、武瑠は2度目の出演 |
| #52    | 2月6日   | サカモト教授                                                                             | 音楽つながり                       | 「女々しくて」をピコピコアレンジにて生演奏し、鬼龍院を喜ばせた |
| #53    | 2月13日  | 将・Nao（Alice Nine）                                                                    | V系バンドマンつながり              | 将は2度目の出演 |
| #54    | 2月20日  | T.M.Revolution（西川貴教）                                                               | 音楽つながり                       | |
| #55    | 2月27日  | 有村竜太朗（Plastic Tree）                                                               | バンドマンつながり                 | 2度目の出演 |
| #56    | 3月5日   | Jean-Ken Johnny（MAN WITH A MISSION）                                                    | バンドマンつながり                 | |
| #57    | 3月12日  | 緋村剛・tatsuo（everset）                                                                | バンドマンつながり                 | ギターのtatsuoはゴールデンボンバーの「中の人」でもある |
| #58    | 3月19日  | yasu（Acid Black Cherry）                                                                | V系バンドマンつながり              | 2度目の出演 |
| #59    | 3月26日  | 団長（NoGoD）                                                                            | V系バンドマンつながり              | 入り時間が異様に早かったこともあり、ゲストコーナーのみならずほぼ全編にわたり出演。タミヤマークのメイクで現れ、テンションでも声量でも鬼龍院を圧倒した。本人の希望通り伝説となるであろう、ある意味「神回」                             |
| #60    | 4月2日   | 和田正人・五十嵐隼士（D-BOYS）                                                           | オールナイトニッポンつながり       | この日にスタートしたオールナイトニッポン0(ZERO)の月曜担当パーソナリティ |
| #61    | 4月9日   | 秋赤音                                                                                   | ニコニコ動画つながり               | |
| #62    | 4月16日  | 千原ジュニア（千原兄弟）                                                                 |                                    | ナダールの穴、森田一義アワー 笑っていいとも!などでの共演時はジュニアがゴールデンボンバーを迎える役回りだった。満を持してのゲスト出演                                                                                                 |
| #63    | 4月23日  | 水谷千重子                                                                               |                                    | お笑い芸人友近によく似た演歌歌手：水谷千重子が登場 |
| #64    | 4月30日  | ソナーポケット                                                                           | バンドマンつながり                 | |
| #65    | 5月7日   | ヒャダイン                                                                               | ニコニコ動画つながり               | 2度目の出演 |
| #66    | 5月14日  | 団長安田（安田大サーカス）                                                               |                                    | お笑い芸人。放送5日前に品川の牛タン居酒屋で鬼龍院はじめANNスタッフと遭遇したことがきっかけとなり、ゲスト出演が決まった。保身に走らず暴露ネタ連発で笑いを獲りにいくその芸人魂に、鬼龍院は敬服した                                     |
| #67    | 5月21日  | イガグリ千葉（仙台貨物）                                                                 | バンドマンつながり                 | |
| #68    | 5月28日  | ピコ                                                                                     | ニコニコ動画つながり               | 2度目の出演 |
| #69    | 6月4日   | YOMI（ナイトメア）                                                                       | V系バンドマンつながり              | 2度目の出演 |
| #70    | 6月11日  | GACKT                                                                                    | 音楽つながり                       | 4度目の出演 |
| #70    | 6月11日  | 喜矢武豊・歌広場淳・樽美酒研二（ゴールデンボンバー）                                     | バンドメンバー                     | スペシャルウィーク（いわゆるレーティング）につき、メンバー勢揃い |
| #71    | 6月18日  | 池田一真（しずる）                                                                       | 東京NSC9期生つながり               | お笑い芸人。東京NSC9期生（1組）で、当時の相方。コンビ名は2人の好物にちなんだ「チョコサラミ」 |
| #72    | 6月25日  | COWCOW                                                                                   | NSCつながり                        | お笑い芸人。大阪NSC12期生 |
| #73    | 7月2日   | シン・Ko-ki（ViViD）                                                                     | V系バンドマンつながり              | 2度目の出演 |
| #74    | 7月9日   | 小島よしお                                                                               |                                    | お笑い芸人 |
| #75    | 7月23日  | HAKUEI・Kiyoshi（machine）                                                               | 事務所の先輩                       | HAKUEIは3度目の出演 |
| #76    | 7月30日  | トーキングブンブン                                                                       | tatsuoプロデュースつながり         | アイドル：時東ぁみがアーティスト活動を行う時の名称 |
| #77    | 8月6日   | ROCKETMAN                                                                                | 音楽つながり                       | お笑い芸人：ふかわりょうが音楽活動を行う時の名称 |
| #78    | 8月13日  | 幸樹（ダウト）                                                                           | V系バンドマンつながり              | |
| #79    | 8月20日  | 喜矢武豊・歌広場淳・樽美酒研二（ゴールデンボンバー）、吉田尚記(ニッポン放送アナウンサー) | スタジオから応援                   | 鬼龍院が富士山登山のため、スタジオ出演。 |
| #80    | 9月3日   | DJ KOO（TRF）                                                                            | 音楽つながり                       | |
| #81    | 9月10日  | Dancing Dolls                                                                            | 音楽つながり                       | 9月12日発売のデビューシングル「タッチ-A.S.A.P.-/上海ダーリン」のカップリング曲「メロメロバッキュン」を鬼龍院が提供した |
| #82    | 9月17日  | かもめんたる                                                                             |                                    | お笑い芸人。9月22日に放送される「キングオブコント2012」決勝進出を控えての出演。ゲスト出演時、岩崎う大は誕生日を迎えた直後で（9月18日が誕生日）、槙尾ユースケは完全な女装をしていた（出演前の仕事で女装をしており、そのまま電車移動） |
| #83    | 9月24日  | kz（livetune）                                                                           | 音楽つながり                       | |
| #84    | 10月1日  | バイきんぐ                                                                               |                                    | お笑い芸人。9月22日に放送された「キングオブコント2012」にて優勝。5代目チャンピオンとなる |
| #85    | 10月8日  | 鋲（SCREW）                                                                              | V系バンドマンつながり              | |
| #86    | 10月15日 | 綾小路翔（氣志團）                                                                       | オールナイトニッポン＆“翔”つながり | 2度目の出演 |
| #87    | 10月22日 | 団長（NoGoD）                                                                            | V系バンドマンつながり              | 2度目の出演。ワンマンツアー中で博多にいたため、電話での出演 |
| #88    | 10月29日 | back number                                                                              | バンドマンつながり                 | |
| #89    | 11月5日  | 清春                                                                                     | V系バンドマンつながり              | |
| #90    | 11月12日 | NESMITH（EXILE）                                                                         | オールナイトニッポンつながり       | |
| #91    | 11月19日 | 逹瑯（ムック）                                                                           | V系バンドマンつながり              | 2度目の出演 |
| #92    | 12月3日  | 苑・燿・悠（摩天楼オペラ）                                                               | V系バンドマンつながり              | |
| #93    | 12月10日 | 高城れに・百田夏菜子（ももいろクローバーZ）                                              | 音楽つながり                       | |
| #94    | 12月17日 | ゲストなし                                                                               |                                    | 12月15日(土)に開催されたALL LIVE NIPPONのライブ音源を放送 |
| #95    | 12月24日 | T.M.Revolution（西川貴教）                                                               | 音楽つながり                       | 2度目の出演 |
| #96    | 1月7日   | 相川七瀬                                                                                 | 音楽つながり                       | |
| #97    | 1月14日  | BREAKERZ                                                                                 | バンドマンつながり                 | 2度目の出演 |
| #98    | 1月21日  | 小倉久寛                                                                                 | 仮面ライダーウィザードつながり     | 俳優 |
| #99    | 1月28日  | YOMI・Ni〜ya（ナイトメア）                                                               | V系バンドマンつながり              | YOMIは3度目の出演 |
| #100   | 2月4日   | ソナーポケット                                                                           | バンドマンつながり                 | 2度目の出演 |
| #101   | 2月11日  | 団長（NoGoD）                                                                            | V系バンドマンつながり              | 3度目の出演。アルバムリリース後のキャンペーンで神戸にいたため、電話での出演 |
| #102   | 2月18日  | キンタロー。                                                                             |                                    | お笑い芸人 |
| #103   | 2月25日  | Jean-Ken Johnny（MAN WITH A MISSION）                                                    | バンドマンつながり                 | 2度目の出演 |
| #104   | 3月4日   | GILLE                                                                                    | 音楽つながり                       | |
| #105   | 3月11日  | ゲストなし                                                                               |                                    | |
| #106   | 3月18日  | kz（livetune）                                                                           | 音楽つながり                       | 2度目の出演 |
| #107   | 3月25日  | 和田正人・五十嵐隼士                                                                     | オールナイトニッポンつながり       | 2度目の出演。この日の放送が最終回だったオールナイトニッポン0(ZERO)の月曜担当パーソナリティ |
| #108   | 4月1日   | kz（livetune）、八王子P                                                                  | 音楽つながり                       | kz（livetune）は2週間ぶり3度目の出演 |
| #109   | 4月8日   | 岩渕真也                                                                                 |                                    | プロボクサー |
| #110   | 4月15日  | 松井玲奈（SKE48）                                                                        | 音楽つながり                       | |
| #110   | 4月15日  | 福田彩乃                                                                                 |                                    | お笑い芸人 |
| #111   | 4月22日  | シン・Ko-ki（ViViD）                                                                     | バンドマンつながり                 | 3度目の出演 |
| #112   | 4月29日  | SEKAI NO OWARI                                                                           | バンドマンつながり                 | |
| #113   | 5月6日   | 友近                                                                                     |                                    | お笑い芸人（よく似た演歌歌手：水谷千重子が以前出演） |
| #114   | 5月13日  | 水沢アリー                                                                               |                                    | タレント |
| #115   | 5月20日  | しずる                                                                                   | 東京NSC9期生つながり               | お笑い芸人。池田一真は2度目の出演 |
| #116   | 6月3日   | 大槻ケンヂ（筋肉少女帯）                                                                 | 音楽つながり                       | |
| #117   | 6月10日  | 嘉門達夫                                                                                 | 音楽つながり                       | |
| #117   | 6月10日  | どぶろっく                                                                               |                                    | お笑い芸人 |
| #118   | 6月18日  | 喜矢武豊・歌広場淳・樽美酒研二（ゴールデンボンバー）                                     | バンドメンバー                     | ツアー先の北海道・旭川より放送 |
| #119   | 6月24日  | ゲストなし                                                                               |                                    | ツアー先の岩手より放送 |
| #120   | 7月1日   | GACKT                                                                                    | 音楽つながり                       | 5度目の出演 |
| #121   | 7月8日   | ゲストなし                                                                               |                                    | ツアー先の秋田より放送 |
| #122   | 7月15日  | ピコ                                                                                     | ニコニコ動画つながり               | 3度目の出演。ツアー先の島根より、有楽町のニッポン放送にいるピコと回線を繋いで放送 |
| #123   | 7月22日  | DAIGO                                                                                    | バンドマンつながり                 | 3度目の出演 |
| #124   | 7月29日  | 渡邊璃生・大矢梨華子（ベイビーレイズ）、竹村哲(SNAIL RAMP)                               | 音楽つながり                       | |
| #125   | 8月5日   | バッファロー吾郎A                                                                        | NSCつながり                        | お笑い芸人。大阪NSC8期生 |
| #126   | 8月12日  | Gero                                                                                     | ニコニコ動画つながり               | ロック・アニソンシンガー |
| #127   | 8月19日  | マキタスポーツ                                                                           |                                    | お笑い芸人 |
| #128   | 8月26日  | 桜木紫乃                                                                                 |                                    | 直木賞作家。受賞会見ではタミヤTシャツを着用して登場し、鬼龍院のファンであることを公言した。 |
| #129   | 9月2日   | 島袋寛子                                                                                 | 音楽つながり                       | |
| #130   | 9月16日  | HIKAKIN                                                                                  |                                    | YouTube連動企画コーナーでのゲスト |
| #130   | 9月16日  | NANA・LINA・MINA（MAX）                                                                  | 音楽つながり                       | |
| #131   | 9月23日  | 永瀬匡                                                                                   | 仮面ライダーウィザードつながり     | 俳優 |
| #132   | 9月30日  | 岡本夏生                                                                                 |                                    | タレント |
| #133   | 10月14日 | イガグリ千葉（仙台貨物）                                                                 | バンドマンつながり                 | 2度目の出演 |
| #134   | 10月21日 | SHELLY                                                                                   |                                    | タレント |
| #135   | 10月28日 | 逹瑯（ムック）                                                                           | V系バンドマンつながり              | 3度目の出演 |
| #136   | 11月4日  | 中田敦彦（オリエンタルラジオ）                                                           | 東京NSCつながり                    | お笑い芸人。東京NSC10期生 |
| #137   | 11月11日 | ぽこた（√5）                                                                             | ニコニコ動画つながり               | 2度目の出演 |
| #138   | 11月18日 | 太志・TASSHI（Aqua Timez）                                                               | 音楽つながり                       | 以前「僕らの音楽」で対談 |
| #139   | 11月25日 | DAIGO                                                                                    | バンドマンつながり                 | 4度目の出演 |
| #140   | 12月2日  | 清春                                                                                     | V系バンドマンつながり              | 2度目の出演 |
| #141   | 12月9日  | ハロー植田                                                                               | NSCつながり                        | お笑い芸人。大阪NSC25期生 |
| #142   | 12月16日 | 田中卓志（アンガールズ）                                                                 |                                    | お笑い芸人 |
| #143   | 12月23日 | 喜矢武豊・歌広場淳・樽美酒研二（ゴールデンボンバー）                                     | バンドメンバー                     | |
| #144   | 12月30日 | featuring16（Jin-Machine）                                                               | V系バンドマンつながり              | |
| #144   | 12月30日 | クララ（YKC）                                                                            | ニコニコ動画つながり               | 鬼龍院の「電話帳の中の人」 |
| #144   | 12月30日 | ハロー植田                                                                               | NSCつながり                        | 2度目の出演 |
| #145   | 1月6日   | 武井壮                                                                                   | 「金爆一家」つながり               | タレント |
| #146   | 1月13日  | 武井壮                                                                                   | 「金爆一家」つながり               | 2週連続（番組初）・2度目の出演。先週の放送における「ポジティブにしてやるから泊まりにこい」発言を受け、武井宅より放送（冒頭から約1時間滞在した後、スタジオへ戻る）。鬼龍院が不在の間、スタジオは吉田尚記アナウンサーが担当            |
| #147   | 1月20日  | ゲストなし                                                                               |                                    | 1月18日(土)に開催されたLIVE EXPO TOKYO 2014 ALL LIVE NIPPON Vol.2のライブ音源を放送 |
| #148   | 1月27日  | aiko                                                                                     | 音楽＆オールナイトニッポンつながり | |
| #149   | 2月3日   | KREVA                                                                                    | 音楽つながり                       | |
| #150   | 2月10日  | SHELLY                                                                                   |                                    | 2度目の出演 |
| #151   | 2月17日  | 井上裕介（NON STYLE）                                                                    | お笑い芸人                         | |
| #151   | 2月17日  | ギルド                                                                                   | 事務所の後輩                       | |
| #152   | 2月24日  | 武瑠・Chiyu（SuG）                                                                       | V系バンドマン＆タミヤTつながり     | Chiyuは4度目、武瑠は3度目の出演 |
| #153   | 3月3日   | ふかわりょう                                                                             |                                    | お笑い芸人。以前ROCKETMANとして出演 |
| #154   | 3月10日  | kz（livetune）                                                                           | 音楽つながり                       | 4度目の出演 |
| #155   | 3月17日  | 団長（NoGoD）                                                                            | V系バンドマンつながり              | 4度目の出演。友人バンドマンであり、この番組の後に放送されているオールナイトニッポン0(ZERO)のパーソナリティでもあるため毎週のように乱入しているが、ゲストとしての出演は約1年ぶり                                                      |
| #156   | 3月24日  | 清水依与吏（back number）                                                                | バンドマンつながり                 | 2度目の出演。翌週の4月1日から「back numberのオールナイトニッポン」（火曜25:00～27:00）がスタート。 |
| #157   | 3月31日  | 入江慎也（カラテカ）                                                                     |                                    | お笑い芸人。2度目の出演 |
| #158   | 4月7日   | INORAN（LUNA SEA）                                                                       | バンドマンつながり                 | |
| #159   | 4月14日  | 矢部太郎（カラテカ）                                                                     |                                    | お笑い芸人 |
| #160   | 4月21日  | 栗原類                                                                                   |                                    | タレント |
| #161   | 4月28日  | あい・ひとみ（とちおとめ25）                                                             |                                    | 当日生放送を行った栃木のご当地アイドル |
| #162   | 5月5日   | ドラムストラック、武井壮                                                                 | 音楽つながり、「金爆一家」つながり | 武井は3度目の出演 |
| #163   | 5月12日  | 日本エレキテル連合                                                                       |                                    | お笑い芸人 |
| #164   | 5月19日  | DAIGO                                                                                    | バンドマンつながり                 | 5度目の出演。東京・秋葉原にあるニーハイ専門店「絶対領域」にて収録を行い放送した。 |
| #165   | 5月26日  | 鈴木拓（ドランクドラゴン）                                                               | AV好きつながり                     | お笑い芸人。2度目の出演 |
| #166   | 6月2日   | 青木隆治                                                                                 | 音楽つながり                       | ものまねタレント、シンガーソングライター |
| #167   | 6月9日   | JOY                                                                                      |                                    | モデル、タレント |
| #168   | 6月16日  | たなしん（グッドモーニングアメリカ）                                                     | バンドマンつながり                 | |
| #169   | 6月23日  | クララ（YKC）                                                                            | ニコニコ動画つながり               | 鬼龍院の「電話帳の中の人」。2度目の出演 |
| #170   | 6月30日  | 綾小路翔（氣志團）                                                                       | オールナイトニッポン＆“翔”つながり | 3度目の出演 |
| #171   | 7月7日   | featuring16（Jin-Machine）                                                               | V系バンドマンつながり              | 2度目の出演。ツアー先の北海道・帯広より放送 |
| #172   | 7月14日  | 大塚愛                                                                                   | 音楽つながり                       | |
| #173   | 7月21日  | 荻上チキ、ふかわりょう                                                                   | ラジオパーソナリティつながり       | 共に2度目の出演（ふかわはROCKETMAN名義での出演を含めると3度目）。ラジオ局の垣根を越えて、インターネットの現状について鼎談した |
| #174   | 7月28日  | 西脇彩華・吉井香奈恵（9nine）                                                            | 音楽つながり                       | アイドル |
| #175   | 8月4日   | Suzu                                                                                     | 音楽つながり                       | |
| #176   | 8月11日  | バイク川崎バイク                                                                         | NSCつながり                        | お笑い芸人。大阪NSC26期生。東京NSC9期生である鬼龍院とは同期となる |
| #177   | 8月18日  | ウーマンラッシュアワー                                                                   | NSC＆オールナイトニッポンつながり  | お笑い芸人。村本大輔は大阪NSC22期生、中川パラダイスは大阪NSC23期生。オールナイトニッポン0(ZERO)木曜担当パーソナリティ |
| #178   | 8月25日  | スギちゃん、ダンディ坂野、ゴー☆ジャス                                                    |                                    | お笑い芸人 |
| #179   | 9月1日   | 太志・大介（Aqua Timez）                                                                 | 音楽つながり                       | 太志は2度目の出演 |
| #179   | 9月1日   | ピエール中野（凛として時雨）                                                             | 音楽つながり                       | 先日(8月11日)通りすがりに約5分ほど出演して以来、正式にゲストとしての出演 |
| #179   | 9月1日   | kz（livetune）                                                                           | 音楽つながり                       | 5度目の出演。ANNでのゲスト出演がきっかけで友人となった鬼龍院が、9月10日発売のセカンドアルバム「と」にゲストボーカルとして参加 |
| #180   | 9月8日   | DAIGO                                                                                    | バンドマンつながり                 | 6度目の出演。「ニーハイオータムコレクション2014」を開催 |
| #181   | 9月15日  | ダークネス（Fly or Die）                                                                 | V系バンドマンつながり              | お笑い芸人：マキタスポーツがボーカル担当のダークネス様として出演 |
| #182   | 9月22日  | サカモト教授                                                                             | 音楽つながり                       | 2度目の出演。ピコピコアレンジの「ローラの傷だらけ」と「女々しくて」が、現在のジングルとして使用されている |
| #183   | 9月29日  | 菊池風磨（Sexy Zone）                                                                    | 音楽つながり                       | アイドル |
| #184   | 10月6日  | 吉田山田                                                                                 | 音楽つながり                       | |
| #185   | 10月13日 | D-LITE（BIGBANG）                                                                        | 音楽つながり                       | |
| #186   | 10月20日 | HYDE（VAMPS）                                                                            | バンドマンつながり                 | |
| #187   | 10月27日 | あやまんJAPAN                                                                            | 音楽つながり                       | ゲストコーナー終了後に「放送上不適切な発言があった」ことを、鬼龍院が謝罪。番組開始以来初めての出来事であった |
| #188   | 11月10日 | aiko                                                                                     | 音楽＆オールナイトニッポンつながり | 2度目の出演 |
| #189   | 11月17日 | あばれる君                                                                               |                                    | お笑い芸人 |
| #190   | 11月24日 | WHITE JAM                                                                                | 音楽つながり                       | |
| #191   | 12月1日  | 古坂大魔王                                                                               |                                    | お笑い芸人 |
| #192   | 12月8日  | 村本大輔（ウーマンラッシュアワー）、栗原類                                               |                                    | 共に2度目の出演 |
| #193   | 12月15日 | チャラン・ポ・ランタン                                                                   | 音楽＆オールナイトニッポンつながり | オールナイトニッポン0(ZERO)水曜担当パーソナリティ |
| #194   | 12月22日 | ゲストなし                                                                               |                                    | |
| #195   | 12月29日 | バイク川崎バイク、クララ（YKC）                                                          | NSCつながり、ニコニコ動画つながり  | バイク川崎バイクは2度目の出演、クララは3度目の出演 |
| #196   | 1月5日   | 河合郁人・塚田僚一（A.B.C-Z）                                                            | 音楽つながり                       | アイドル |
| #197   | 1月12日  | 柴田隆浩（忘れらんねえよ）                                                               | バンドマンつながり                 | |
| #198   | 1月19日  | 大竹しのぶ                                                                               |                                    | 女優。鬼龍院が、2014年12月24日発売のカバーアルバム「歌心 恋心」にゲストボーカルとして参加 |
| #199   | 1月26日  | 吉井和哉                                                                                 | 音楽つながり                       | |
| #200   | 2月2日   | 森友嵐士                                                                                 | 音楽つながり                       | |
| #201   | 2月9日   | しずる                                                                                   | 東京NSC9期生つながり               | お笑い芸人。池田一真は3度目、村上純は2度目の出演 |
| #202   | 2月16日  | IKE（SPYAIR）                                                                            | バンドマンつながり                 | |
| #203   | 2月23日  | 鈴華ゆう子・神永大輔・町屋（和楽器バンド）                                               | バンドマンつながり                 | |
| #204   | 3月2日   | ジヒョク・グァンス（超新星）                                                             | 音楽つながり                       | |
| #205   | 3月9日   | 菊池風磨（Sexy Zone）                                                                    | 音楽つながり                       | アイドル。2度目の出演 |
| #206   | 3月16日  | 吉田山田                                                                                 | 音楽＆オールナイトニッポンつながり | 2度目の出演。4月からオールナイトニッポン0(ZERO)水曜担当パーソナリティ |
| #207   | 3月23日  | Jin-Machine                                                                              | V系バンドマンつながり              | featuring16は3度目の出演 |
| #208   | 3月30日  | ダブルブッキング                                                                         |                                    | お笑い芸人 |
| #209   | 4月6日   | 団長（NoGoD）                                                                            | V系バンドマンつながり              | 5度目の出演 |
| #210   | 4月13日  | 苑・燿・彩雨（摩天楼オペラ）                                                             | V系バンドマンつながり              | 苑と燿は2度目の出演 |
| #211   | 4月20日  | 田辺健二（SPA!副編集長）                                                                 |                                    | |
| #212   | 4月27日  | 浜野謙太（在日ファンク）                                                                 | バンドマンつながり                 | |
| #213   | 5月4日   | シノヤマコウセイ・ハジオキクチ（Suck a Stew Dry）                                        | バンドマンつながり                 | ハジオキクチとは高校の同級生 |
| #214   | 5月11日  | 河合郁人・塚田僚一（A.B.C-Z）                                                            | 音楽つながり                       | 2度目の出演 |
| #215   | 5月18日  | 三上丈晴（ムー編集長）                                                                   |                                    | |
| #216   | 5月25日  | の子（神聖かまってちゃん）                                                               | バンドマンつながり                 | |
| #217   | 6月1日   | 団長（NoGoD）、たなしん（グッドモーニングアメリカ）                                      | バンドマンつながり                 | 団長は6度目、たなしんは2度目の出演 |
| #218   | 6月8日   | ゲストなし                                                                               |                                    | 「鬼龍院ラジオやめるってよ！〜だったら好きなことやっちまえスペシャル〜」と銘打ち、深夜放送ならではの電話企画で盛り上げた |
| #219   | 6月15日  | やまだひさし                                                                             |                                    | ラジオDJ |
| #220   | 6月22日  | クララ（YKC）                                                                            | ニコニコ動画つながり               | 4度目の出演。「祝31歳！鬼龍院翔誕生日おめでとうカルタ大会スペシャル」と銘打ち、セクシーDVD31本の争奪戦が行われた |
| #221   | 6月29日  | ゲストなし                                                                               |                                    | 【LOVE PHANTOMからいつかのメリークリスマスまで！高額納税者・鬼龍院翔が歌うRadioGYM！ウルトラB'zスペシャル】と銘打ち、ハイテンションのまま締めくくった                                                                                |

## ピンチヒッター(代役パーソナリティ)、特別番組
2011年
- 2月9日 - 渡り廊下走り隊7
- 5月4日 - 小栗旬・長澤まさみ（映画「岳」スペシャル）
- 6月15日 - 吉岡聖恵（いきものがかり）
- 7月6日 - AK-69 withゴールデンボンバー鬼龍院翔
- 9月21日 -  オールナイトニッポンぶっ通しライブ　LIVE FOR ONAIR（鬼龍院[3]と植村花菜・NIKIIEが参加）
- 10月5日 - スキマスイッチ

2012年
- 7月16日 - BIGBANG
- 8月27日 - 千原ジュニア[4]
- 11月26日 - ももいろクローバーZ
- 12月31日 - 吉田尚記（5時までの放送）

2013年
- 5月27日 - ポルノグラフィティ
- 9月9日 - miwa
- 10月7日 - BABYMETAL

2014年
- 11月3日 - 中島美嘉